# Grand Prix Formule 1 van Oostenrijk 1979
De Grand Prix Formule 1 van Oostenrijk 1979 werd gehouden op 12 augustus 1979 op de Österreichring.

## Uitslag
| Positie | Nummer | Rijder                | Team               | Ronden | Tijd/Opgave         | Startplaats | Punten |
| ------- | ------ | --------------------- | ------------------ | ------ | ------------------- | ----------- | ------ |
| 1       | 27     | Alan Jones            | Williams-Ford      | 54     | 1:27:38.01          | 2           | 9      |
| 2       | 12     | Gilles Villeneuve     | Ferrari            | 54     | +36,05 s            | 5           | 6      |
| 3       | 26     | Jacques Laffite       | Ligier-Ford        | 54     | +46,77 s            | 8           | 4      |
| 4       | 11     | Jody Scheckter        | Ferrari            | 54     | +47,21 s            | 9           | 3      |
| 5       | 28     | Clay Regazzoni        | Williams-Ford      | 54     | +48,92 s            | 6           | 2      |
| 6       | 16     | René Arnoux           | Renault            | 53     | +1 Ronde            | 1           | 1      |
| 7       | 3      | Didier Pironi         | Tyrrell-Ford       | 53     | +1 Ronde            | 10          |        |
| 8       | 4      | Derek Daly            | Tyrrell-Ford       | 53     | +1 Ronde            | 11          |        |
| 9       | 7      | John Watson           | McLaren-Ford       | 53     | +1 Ronde            | 16          |        |
| 10      | 8      | Patrick Tambay        | McLaren-Ford       | 53     | +1 Ronde            | 14          |        |
| NF      | 5      | Niki Lauda            | Brabham-Alfa Romeo | 45     | Motor               | 4           |        |
| NF      | 22     | Patrick Gaillard      | Ensign-Ford        | 42     | Ophanging           | 24          |        |
| NF      | 29     | Riccardo Patrese      | Arrows-Ford        | 34     | Ophanging           | 13          |        |
| NF      | 18     | Elio de Angelis       | Shadow-Ford        | 34     | Motor               | 22          |        |
| NF      | 6      | Nelson Piquet         | Brabham-Alfa Romeo | 32     | Motor               | 7           |        |
| NF      | 9      | Hans Joachim Stuck    | ATS-Ford           | 28     | Motor               | 18          |        |
| NF      | 25     | Jacky Ickx            | Ligier-Ford        | 26     | Motor               | 21          |        |
| NF      | 2      | Carlos Reutemann      | Lotus-Ford         | 22     | Handling            | 17          |        |
| NF      | 15     | Jean-Pierre Jabouille | Renault            | 16     | Versnellingsbak     | 3           |        |
| NF      | 20     | Keke Rosberg          | Wolf-Ford          | 15     | Elektrisch probleem | 19          |        |
| NF      | 14     | Emerson Fittipaldi    | Fittpaldi-Ford     | 15     | Remmen              | 12          |        |
| NF      | 17     | Jan Lammers           | Shadow-Ford        | 3      | Ongeluk             | 23          |        |
| NF      | 30     | Jochen Mass           | Arrows-Ford        | 1      | Motor               | 20          |        |
| NF      | 1      | Mario Andretti        | Lotus-Ford         | 0      | Koppeling           | 15          |        |
| NQ      | 31     | Héctor Rebaque        | Lotus-Ford         |        |                     |             |        |
| NQ      | 24     | Arturo Merzario       | Merzario-Ford      |        |                     |             |        |

## Statistieken
| Pole-position | René Arnoux | Renault | 1:34.07 |
| Snelste ronde | René Arnoux | Renault | 1:35.77 |

## Noot
- Dit was de eerste pole position voor René Arnoux.

1963 · 1964 · 1970 · 1971 · 1972 · 1973 · 1974 · 1975 · 1976 · 1977 · 1978 · 1979 · 1980 · 1981 · 1982 · 1983 · 1984 · 1985 · 1986 · 1987 · 1997 · 1998 · 1999 · 2000 · 2001 · 2002 · 2003 · 2014 · 2015 · 2016 · 2017 · 2018 · 2019 · 2020 · 2021 · 2022 · 2023 · 2024 · 2025